# ستراشوو (استان کویافسکو-پومورسکی)
ستراشوو (به لهستانی:  Straszewo) یک روستا در لهستان است که در گمینا کونتسک واقع شده‌است. ستراشوو ۴۳۰ نفر جمعیت دارد.